# Ryszard Łaszewski (agronom)
Ryszard Łaszewski (ur. 1828 w Warszawie, zm. 1923 w Sofii) – polski agronom, podporucznik, powstaniec styczniowy.
Został agronomem. W stopniu podporucznika uczestniczył w powstaniu styczniowym 1863. Został wywieziony na Syberię, skąd uciekł. Jako wachmistrz służył w pułku Sadyka Paszy. Brał udział w wojnie rosyjsko-tureckiej (1877–1878), po której zakończeniu Bułgaria uzyskała niepodległość w 1878. Później został pracownikiem dyrekcji kolei w tym państwie.
Związał się z pochodzącą z Czech Józefą Hübsch. Jego synem był Stefan Łaszewski (1890-1960), profesor, muzyk.
2 maja 1923 został odznaczony Krzyżem Kawalerskim Orderu Odrodzenia Polski „za zasługi, położone dla Polski na polu pracy społecznej”. Zmarł w tym samym roku.